# Crown Prince Frederik Island
Crown Prince Frederik Island ist eine Insel des Kanadisch-arktischen Archipels in der Qikiqtaaluk-Region des kanadischen Territorium Nunavut. 
Sie liegt vor der Südküste von West-Baffin Island und westlich der Fury and Hecla Strait im Gulf of Boothia.
Die Landfläche beträgt 401 km². 
Die Insel hat eine Ausdehnung in Ost-West-Richtung von 35 km. Die maximale Breite beträgt 16 km.
Die höchste Erhebung der Insel erreicht 110 m.
Der östlichste Punkt der Insel heißt Point Kendall.